# Tanbur
O termo Tanbur, Tanbūr, Tanbura, Tambur, Tambura ou Tanboor refere-se a vários instrumentos de cordas originários da Mesopotâmia, Ásia Meridional ou Ásia Central. De acordo com o New Grove Dictionary of Music and Musicians, a terminologia apresenta complexa caracterização. Hoje em dia, o termo tanbur/tambur é aplicado a uma variedade de instrumentos distintos ou correlatos usados em tradições artísticas e populares em lugares como Curdistão iraquiano, Irão, Afeganistão, Paquistão, Turquia, Tajiquistão, Cazaquistão e Uzbequistão.